# 消费
消费，有時俗稱花錢、買東西等，是人類社會特有，指人類通過貨幣購買有形或無形財貨或服務，並從中得到個人慾望滿足。人類消費活動或許是心血來潮（例如人們路過餐廳，挑起食慾），也可能對某些消費習以為常（例如一些家庭每天都買報紙），然而消費或者購買牽涉到非常複雜的決策過程，消費者根據他的所得、個人喜好、社會習俗、甚至身邊朋友、家人購買行為對消費者本人產生影響。有些消費本身具有無可避免的性質，例如購買食物解決溫飽；有些消费則具可選性，例如購買金銀首飾和私人汽車。如果被購買的是昂貴貨品，還會驅使消費者做出貨品和替代品之間的比較，才會出現消費的行為。

## 經濟學

### 定義
经济學中指对財貨和服务的获取和使用。消費源於人們對各種財貨的慾望，當人們擁有支付能力的時候，慾望轉化成對財貨的需求，於是產生交易。
在經濟學上，有一條公式表示個人收入和開支的關係：可支配收入（disposable income）= 消費 ＋ 儲蓄。
換言之，可支配收入減去儲蓄，餘下的必然用於消費的用途。然而人們如何處理獲取收入的消費行為，便取決於個人的消費傾向。
按照凱恩斯學派的定義，消費由兩部分組成：自發性消費（autonomous consumption）和誘發性消費（induced consumption）。
自發性消費必然存在於任何資本主義社會中的個人，因為人們需要透過消費獲取各式各樣生活所需的財貨。如果有一個人生活在社會內，不論那個人的消費開支來自繼承一筆遺產，來自政府的轉移性支付，還是毫無收入，他還是要進行消費活動。自發性消費的動機不受任何經濟問題所影響，影響的是開支占個人總收入的百分比。如果一個人毫無收入仍然消費，他的消費開支便是負儲蓄（negative saving/dis-saving）。
誘發性消費與自發性消費完全不同，誘發性消費的多少取決於邊際消費傾向。如果一個人的邊際消費傾向是0.5，每當他的可支配收入多1元，他便多消費0.5元。誘發性消費較少誘因，因為它並非一項固定的開支，往往需要人為增加可支配收入（例如：政府實施退稅）才能夠實現誘發性消費的增加。
兩部分的消費形成一條消費曲線（consumption curve，數學形式被稱為消費函數），消費曲線表達個人可支配收入和消費開支的關係。

### 消費傾向
消費傾向包含了兩個概念，分別是平均消費傾向（average propensity to consume，APC）和邊際消費傾向（marginal propensity to consume，MPC）。兩個概念名稱上接近，但是實質上的意義卻完全不同。
平均消費傾向表達了個人消費支出和可支配收入的比例，例如有一個人的收入為$1000，他的每月消費開支是$800，那麼消費開支除去可支配收入所得的結果就是平均消費傾向，以上例子的平均消費傾向便是0.8。然而這個概念本身帶有對歷史數據的分析，牽涉對某一特定時期的消費開支和可支配收入的統計，所以平均消費傾向較少應用在經濟分析上。儘管如此，平均消費傾向能夠解釋不同收入的人的貧富差距:
假設有兩個人，A的可支配收入共有$1000，B的可支配收入共有$500。又假設兩人每月的生活開支相同，每月兩人各消費$400。
於是A的平均消費傾向為0.4，B的平均消費傾向為0.8。
如果A的消費開支增加$200，他的平均消費傾向便是0.6。雖然最後A的消費開支比B多，但是他的平均消費傾向仍然低於B。日常生活中，窮人的收入大部分用於生活開支，富人的收入卻只有小部分用於生活上，窮人的收入倘若有所減少，“貧者越貧，富者越富”的現象便會加劇，社會的財富分佈變得不平均。平均消費傾向是經常變動的，儘管可支配收入穩定，但是物價的改變也會導致消費開支有所變動。
平均消費傾向公式：{\displaystyle APC={\frac {C}{Yd}}}
C為消費開支，Yd為可支配收入。
邊際消費傾向相對平均消費傾向重要得多，它是對可支配收入增加的分析，它說明每一定數量的收入增加便會帶動一固定百分比的消費開支增加。如果一個人的邊際消費傾向是0.5，每當他的可支配收入多1元，他便多消費0.5元。為方便經濟理論分析，邊際消費傾向經常被假設保持固定不變，這假設能夠有助預測誘發性消費增加的數值，於是GDP的增加也變得穩定。實際上，邊際消費傾向當然不可能保持不變，一般情況來說，隨著可支配收入增加，個人的消費傾向應該是遞減的，因為消費數量更多而相同的經濟物品組合，只會造成個人的邊際效用遞減。所以人們會保持原有的消費開支，份額逐漸下降。
邊際消費傾向公式：{\displaystyle MPC={\frac {dC}{dYd}}}
由於平均消費傾向和邊際消費傾向都是一種支出比例的表達，所以平均消費傾向和平均儲蓄傾向之和等於1；邊際消費傾向和邊際儲蓄傾向之和等於1。

### 消費曲線
消費曲線是表達GDP消費部分在不同GDP數值下的總額。消費曲線也可應用於個人的情況，只不過把Ｙ軸的GDP替換成可支配收入。
消費由兩部分組成，數學形式即是消費公式：{\displaystyle C=a+b\cdot (Y)}
C是社會消費開支總額，a是自發性消費，b是邊際消費傾向，Y是可支配收入。
如前所述，因為經濟理論大多數假設邊際消費傾向不變，所以消費曲線的斜率是固定的，也就是說它是一條直線，這個斜率就是邊際消費傾向。
消費曲線是宏觀經濟學的基礎之一，因為消費，投資，政府購買的產品和服務，出口和入口構成社會的總需求。當中入口和消費是屬於誘發性，這兩部分能夠透過乘數效應令實質GDP倍增。也正因為消費是誘發性，它的增量必須依據邊際消費傾向，邊際消費傾向也會影響總需求曲線的斜率。消費曲線通常會和45°線相交，相交點代表整個經濟達到均衡產出，均衡產出代表社會的收入和消費相等。

### 消費者主權
消費者主權（consumer sovereignty）即是說在完全競爭市場的環境之下，市場內的產品價格由消費者決定。因為企業只會按照邊際收入等於邊際成本（MC=MR）的條件生產某一數量的產品，所以市場的均衡價格完全由消費者的需求所決定。消費者能夠掌握決定價格的權力，被稱為消費者主權。

### 消費者剩餘
消费者剩余（consumer surplus）是指买者的願意支付的價格减去买者的实际支付量。消费者剩余衡量了买者自己感觉到所获得的额外利益。比如一场电影的票价为20元，如果消费者認為它值50元，那么消费者剩余则是30元。

## 类型
- 补偿型消费（英语：Retail therapy），通过消费来奖励自己的行为
- 冲动型消费（英语：impulse purchase），非计划内，缺乏深思熟虑，纯粹因为广告、叫卖、被推销后一时兴起的消费行为
- 报复型消费（英语：Revenge buying），消费意愿被长期压制之后可能导致更加强烈的消费行为
- 炫耀型消费，希望通过购买奢侈品的炫富行为展示或者维护身份地位的消费行为

## 消費者行為
消費者行為通常是市場學的研究範圍，但是有某些經濟學家在市場學理論出現之前，已經透過日常觀察進行對消費者行為的研究。1899年，美國制度主義經濟學家托斯丹·范伯倫發表了《有閒階級論》。他透過不同社會階級的生活習慣解釋消費者行為。

他認為社會階級的消費是個人自尊的表現。他區分出有閒階級和下層階級，他認為這兩種階級有著完全不同的消費行為，有閒階級的消費是為了滿足自尊和虛榮感的需要，所以造成明顯浪費，他們消費下層勞動階級生產的東西，因為他們認為不事生產而從事消費是光榮的表現，而且由於早期社會的男性從事保家衛國的工作，這種工作被認為是勇武和光榮的表現。早期的下層階級（例如婦女，奴仆）由於在社會階級處於從屬地位，凡勃倫說：
至於歸婦女享有的消費，只是因其工作關係而附及的；這是使她們得以繼續勞動的一個手段，並不是為了她們自己生活上的享受和充實。

早期的有閒階級能進行最低限度生活需要以外的消費，到了後期財產私有制改變了原來的生產制度，那些超過生活需要的消費行為演變成有閒階級的身份象徵。有閒階級為了保持自己的榮譽，對所有的消費不論飲食、住所、衣著等等都要精心挑選，每種消費都是消費者富裕的象徵：
不能按照適當的數量和適當的品質來進行消費，意味著屈服和卑賤。
凡勃倫認為隨著財富積累，有閒階級之間出現了分化，同一階級內的群體由於因財富和門第的繼承，彼此出現了金錢力量的差異，也就是貧富差距擴大了。
有些高門望族有充分的力量把有閒生活遺傳給後代，但遺留下來的財富也許不足以使後代維持尊嚴的有閒生活。流傳給後代的也許只是高貴的門第，卻沒有足夠的遺產使後代可以在安富尊榮的情況下任情消費。
於是這些“貧寒的紳士”以投靠或效忠的方式被逼依附在較為富有的“大紳士”門下。“大紳士”樂於供養這些沒落貴族，因為廣羅門客於自己旗下也是金錢力量和榮譽的體現，凡勃倫稱那些“貧寒的紳士”的消費活動為“代理消費”，他們為其主人進行消費，一如主人家庭的女性成員，讓主人的高級有閒階級身份得以彰顯。